# HMS Ivanhoe (D16)
El HMS Ivanhoe D16 fue un destructor de la Clase I construido para la Royal Navy a mediados de los años 1930. Durante la Guerra Civil Española de 1936–1939, hizo cumplir el bloqueo de armas impuesto por Reino Unido y Francia sobre ambos bandos como parte de la Mediterranean Fleet, y antes de la Segunda Guerra Mundial fue modificado para que pudiera ser utilizado para colocar minas mediante la retirada de parte de su armamento. El Ivanhoe fue transferido al Western Approaches Command poco después del estallido de la guerra, y ayudó en el hundimiento de un submarino alemán en octubre de 1939. Fue convertido en un minador durante las reparaciones que se acometieron en noviembre-diciembre, convirtió en campos de minas las aguas costeras alemanas a la vez que aseguraba un perímetro antisubmarino alrededor de la costa británica hasta que fue reconvertido en destructor en febrero de 1940. El barco volvió a su papel de minador durante la campaña de Noruega en abril de 1940, y en mayo dispuso cargas explosivas en la costa neerlandesa durante la batalla de Holanda. Participó en la evacuación de Dunkerque hasta que fue dañado gravemente por la Luftwaffe el 1 de junio, y finalmente tuvo que ser barrenado tras golpear una mina germana durante su primera misión tras la reparación, en el 1 de septiembre de 1940, en el desastre de Texel.

## Descripción
El Ivanhoe desplazaba 1370 toneladas largas (1390 t) en carga estándar y 1888 toneladas largas (1918 t) en carga de profundidad. El barco tenía una eslora de 323 pies (98,5 m), una manga de 33 pies (10,1 m) y un calado de 12 pies y 5 pulgadas (3,8 m). Estaba propulsado por una turbina de vapor Parsons que movía dos ejes, produciendo un total de 34 000 potencias al eje (25 000 kW) y ofreciendo una velocidad máxima de 36 nudos (67 km/h; 41 mph). El vapor de las turbinas era proporcionado por tres calderas cilíndricas acuotubulares Admiralty 3, y su depósito de combustible tenía una capacidad máxima de 470 toneladas largas (480 t) de fueloil, lo que le confería una autonomía de 5530 millas náuticas (10 240 km; 6360 mi) a 15 nudos (28 km/h; 17 mph). La tripulación en tiempo de paz constaba de 145 oficiales y hombres alistados.
El buque poseía cuatro cañones QF Mark IX & XII de 4,7 pulgadas y 45 calibres en montajes simples, denominadas 'A', 'B', 'X', e 'Y', desde proa a popa. Para su defensa antiaérea, el Ivanhoe contaba con dos montajes cuádruples Mark I para ametralladoras Vickers Mk III de 0,5 pulgadas, mientras que para el combate naval estaba equipado con dos soportes quíntuples para tubos lanzatorpedos de munición de 21 pulgadas (533 mm) por encima del agua. Además se añadieron un riel y dos lanzacargas para cargas de profundidad; originalmente se portaban 30 cargas, pero se aumentaron a 35 al inicio del conflicto mundial. Fue uno de los cuatro destructores de la clase I dotado de un equipo de minado entre finales de 1938–enero de 1939 en Malta, que consistía en soportes para conductos en la cubierta en los que llevar las minas y un cabrestante eléctrico con el que deslizar las minas por los conductos. Se añadieron un par de estabilizadores a la popa para que las minas se alejasen de las hélices cuando fuesen lanzadas al mar. Los cañones 'A' e 'Y' y los tubos lanzatorpedos fueron modificados para que pudieran ser retirados y compensar así el peso de las minas, elevando entonces el tope a 72 cargas explosivas. Por último, el barco fue equipado con el sistema de sonar ASDIC, para localizar los submarinos sumergidos.

## Historial
El buque fue encargado a la naviera Yarrow Shipbuilders Limited de Scotstoun el 30 de octubre de 1935, como parte del programa naval del mismo año. Fue iniciado el 12 de febrero de 1936 y botado el 11 de febrero del año siguiente, siendo el segundo buque de guerra de la Royal Navy en portar el nombre Ivanhoe. Completado el 24 de agosto de 1937, tuvo un coste de 259 371 libras esterlinas excluyendo los elementos suministrados por el Almirantazgo, como los cañones y el equipo de comunicaciones. El Ivanhoe fue asignado a la 3.ª Flotilla de Destructores de la Mediterranean Fleet y participó en ejercicios de instrucción junto a la Marina francesa entre diciembre y enero de 1938, cuando se vio obligado a concluirlos antes de tiempo por un problema en los tubos de sus calderas, que fueron reemplazados en Malta entre los días 15 y 19 de marzo. El barco fue entonces trasladado a Gibraltar, desde donde patrulló las aguas españolas en cumplimiento de las políticas del Comité de No Intervención, hasta el final de la Guerra Civil Española. Entre febrero y marzo de 1939, permaneció en Cartagena protegiendo las personas e intereses de los súbditos británicos, y colaborando en la evacuación de los refugiados republicanos.
El Ivanhoe se encontraba de camino a Alejandría y Malta cuando estalló la Segunda Guerra Mundial en septiembre de 1939, pero para el 14 de septiembre se hallaba ya en Plymouth junto a toda la 3.ª Flotilla de Destructores, siendo transferido al Western Approaches Command para labores de escolta. Junto a sus gemelos Inglefield, Intrepid e Icarus, hundió el submarino alemán U-45 el 14 de octubre, y entre el 14 de noviembre y el 13 de diciembre fue convertido en minador en el astillero de Sheerness. El buque fue transferido el 12 de diciembre a la 20.ª Flotilla de Destructores, especializada en minado, y dispuso su primer campo de minas en el estuario del río Ems junto a otras tres embarcaciones en la noche del 17/18 de diciembre. Otro campo de minas fue colocado en la noche del 2/3 de enero de 1940 por el Ivanhoe y el Intrepid, al que se sumó una campaña de minado antisubmarino a lo largo del mes. Fue entonces cuando se reemplazaron los cañones y los tubos lanzatorpedos en la isla de Pórtland, entre el 27 de enero y el 3 de febrero, regresando a sus antiguas funciones.
A principios de abril, el Ivanhoe y otros tres destructores minadores fueron escoltados por la 2.ª Flotilla de Destructores mientras tomaban parte en la Operación Wilfred, una misión en la que se plantaron minas en el fiordo de Vestfjorden para evitar el embarque de mineral de hierro sueco desde Narvik a Alemania. Las cargas fueron colocadas en la madrugada del 8 de abril, antes de que los alemanes lanzaran su invasión, y los destructores se unieron al crucero de batalla Renown y su escolta después de plantar sus 60 minas. El barco estuvo presente, sin jugar ningún papel significativo, en el breve enfrentamiento del 9 de abril en Lofoten con los acorazados alemanes Scharnhorst y Gneisenau. Más tarde, ese mismo mes la nave transportó a los soldados de la 15.ª Brigada de Infantería Ligera hasta Åndalsnes y minó los accesos a Trondheim en la noche del 29/30 de abril, junto al Icarus y el Impulsive.
Tras una limpieza de calderas entre el 7 y el 15 de mayo, el Ivanhoe, el Esk y el Express dejaron 164 minas frente a Hoek van Holland en la noche del 15/16 de mayo, lo que provocaría el hundimiento de tres dragaminas alemanes el día 26 de julio. Tres noches después, los mismos tres buques reforzados por el Intrepid, el Impulsive y el minador auxiliar Princess Victoria colocaron minas a lo largo de la costa neerlandesa. El Princess Victoria chocó contra una mina alemana en el viaje de vuelta y se hundió, mientras que su tripulación fue rescatada por los otros barcos, lo que no impidió que durante aquel mes se minase otras cinco veces más la costa frente a los Países Bajos. El 29 de mayo, el destructor fue desviado a la evacuación de Dunkerque, trasladando 930 soldados a Dover ese día, además de la tripulación del destructor Grafton, tan dañado que tuvo que ser barrenado. El Ivanhoe fue apartado de la misión de evacuación el 30 de mayo por el riesgo que suponía para una nave tan valiosa, si bien la decisión fue revocada al día siguiente para la retirada de 1290 hombres a Dover. En la mañana del 1 de junio, todavía ocupado en el transporte de tropas, el barco fue atacado fuera del puerto de Dunkerque por la aviación alemana. Dos bombas cayeron cerca de babor y estribor, pero una tercera detonó sobre la cubierta superior e inundó dos salas de calderas, matando a 26 hombres, cinco de ellos soldados, e hiriendo a muchos otros. La mayor parte de la tripulación y los heridos fueron recogidos por el dragaminas Speedwell y el destructor Havant, mientras que gracias a la tercera sala de calderas, el barco pudo aún llegar a Dover por sus propios medios.
Las reparaciones en Sheerness duraron hasta el 28 de agosto, y se decidió convertirlo de nuevo a la nave en un minador en Immingham entre el 28 y el 31 de agosto, transfiriéndolo a su vez a la 20.ª Flotilla de Destructores. Aquella noche, el Ivanhoe navegó junto al Intrepid, el Icarus, el Esk y el Express para minar otra vez el litoral neerlandés, esta vez al norte de Texel. El Express fue afectado por una mina alemana recién colocada, que prácticamente voló su proa. En su ayuda acudió el Ivanhoe, chocando contra otra mina al poco tiempo, lo que provocó una explosión que lo inmovilizó durante varias horas, pudiendo volver a producir vapor a la 01:45 del 1 de septiembre. Pudo alcanzar los 7 nudos (13 km/h; 8.1 mph) mientras se avanzaba hacia atrás para aliviar la presión sobre su dañada proa. Sin embargo, aproximadamente a las 04:00, o sus hélices dejaron de funcionar o sus ejes se fracturaron, perdiendo toda la velocidad. Alrededor de las 08:00, cuatro torpederos a motor acudieron y tres evacuaron a toda la tripulación salvo a 37 hombres, mientras que el cuarto permaneció con el destructor para intentar rescatar a la dotación restante. El Ivanhoe continuaba anegándose, empezando incluso a escorarse, de modo que a principios de la tarde se dejó de bombear fuera el agua y el capitán ordenó abandonar el barco después de abrir sus válvulas para acelerar el hundimiento. Poco después, el barco fue divisado y dañado por un avión alemán, pero no se hundió todavía. Tuvo que ser un torpedo disparado por el destructor británico Kelvin el que lo hundiese pasada la tarde. El Ivanhoe terminaba su servicio de esta forma, hundiéndose rápidamente en la posición 53°26′42″N 03°45′24″E / 53.44500, 3.75667.

### Buques de la clase
• HMS Icarus
• HMS Ilex
• HMS Imogen
• HMS Imperial
• HMS Impulsive
• HMS Inglefield
• HMS Intrepid
• HMS Isis
• HMS Ithuriel

### Secuencias de designación
Clase H → Clase I → Clase Tribal